# C/2011 W3 (Lovejoy)
C/2011 W3 (Lovejoy), dugo-periodični komet iz Kreutzove skupine kojega je u studenom 2011. otkrio amaterski astronom Terry Lovejoy. Njegov ga je perihel proveo kroz sunčevu koronu iz koje je izašao netaknut te je nastavio prema vanjskom dijelu Sunčevog sustava.

## Otkriće
Komet Lovejoy otkrio je Terry Lovejoy 27. studenog 2011. iz Thornlandsa, Queensland, tijekom promatranja s 20 cm Schmidt-Cassegrain teleskopom i QHY9 CCD kamerom. Prijavio je da se radi o "brzo kretajućem nejasnom objektu" 13. magnitude koji je nastavio promatrati i tijekom sljedećih noći.
Neovisna potvrda kometa stigla je tek 1. prosinca kada su ga promatrali Alan Gilmore i Pamela Kilmartin iz zvjezdarnice Sveučilište Mount John s Novog Zelanada. Nakon potvrde, službeno je izvješće predano Središnjem birou za astronomske telegrame te je postojanje kometa 2. prosinca objavio Minor Planet Center. Prvi je komet Kreutzove skupine koji je otkriven putem promatranja s Zemlje nakon 40 godina.

## Promatranje
Prvi orbitalni elementi izračunati su pomoću pretpostavljene parabolične putanje od strane Garetha Williamsa iz Minor Planet Centera 2. prosinca; prema njima, perihel od 0,0059 AJ trebao se dogoditi blizu ponoći UTC na 15./16. prosinca. Detaljnija razrada uslijedila je nakon nekoliko dana, uključujući jedna 5. prosinca s predviđenim perihelom 0,0056 AJ neposredno prije ponoći 15. prosinca. 11. prosinca objavljena je prva eliptična orbita, pretpostavljajući perihel od 0,0055 AJ neposredno nakon pomoći 16. prosinca.
Iz svemira, komet je prvi put postao vidljiv satelitu STEREO-A 3. prosinca, te SOHO-u 14. prosinca. Kako se približavao Suncu, komet je promatralo 18 instrumenata na šest satelita: STEREO A i B, SOHO, SDO, Hinode i PROBA2.
14. prosinca na snimkama SOHO-a otkriven je i maleni prateći komet. Vjeruje se da se radi o fragmentu kometa Lovejoy koji se odlomio prije nekoiko desetljeća. Otkriće nije bilo neočekivano budući kometi Kreutzove skupine često imaju manje pratitelje.
Kada je bio najsvjetliji, komet Lovejoy imao je prividnu magnitudu između -3 i -4 što odgovara odsjaju planeta Venere. Unatoč tome, zbog blizine Sunca većinom je bio skriven pogledima golim okom.

## Perihel
Točku perihela komet je dosegao 16. prosinca 2011. u 00:17 UTC prolazeći oko 140.000 kilometara iznad površine Sunca pri brzini od 536 km/s (0,18% brzine svjetlosti). Pretpostavljalo se da neće preživjeti susret zbog ekstremnih uvjetam koji vladaju na toj blizini Sunca poput temperature od milijun kelvina kojoj je trebao biti izložen gotovo sat vremena. Unatoč ovim predviđanjima, Solar Dynamics Observatory (SDO) kao i drugi sateliti koji su promatrali Sunce potvrdili su da je komet izašao iz korone, netaknut. STEREO i SOHO nastavili su ga promatrati kako se udaljava od Sunca.
Promjer jezgre kometa prije perihela procijenjivan je na oko 100 do 200 m. Budući da je komet preživio točku perihela, vjeruje se da je jezgra bila znatno veća, možda oko 500 m. Vjeruje se da je znatan dio mase Lovejoya izgorio za vrijeme prolaska kroz koronu.

## Daljnja putanja
Prva promatranja sa Zemlje u post-perihel fazi uslijedila su 16. prosinca u 19:55 UTC kada su ga promatrali Rick Baldridge i Brian Day iz zvjezdarnice Foothill pri čemu je Baldridge procijenio magnitudu od -1. Terry Lovejoy promatrao ga je 17. prosinca u 01:12 i 20:24 UTC, s procjenom prividne magnitude od -1,2 odnosno -0,8.
Fotografije od 20. prosinca oko 08:00 UTC otkrile su da je komet doživio značajne promjene. Snimljene od strane češkog astronoma Jakuba Černýa služeći se FRAM teleskopom iz zvjezdarnice Pierre Auger, fotografije su davale naznake da je "jezgra postala oblika poluge u pratnji sjajnog repa".